# Radulina sematophylloides
Radulina sematophylloides là một loài Rêu trong họ Sematophyllaceae. Loài này được (Dixon) O'Shea mô tả khoa học đầu tiên năm 2006.